# 庆元冬青
庆元冬青（学名：Ilex qingyuanensis）为冬青科冬青属的植物，是中国的特有植物。分布在中国大陆的浙江等地，多生于山坡溪边常绿阔叶林中，目前已由人工引种栽培。